# Ministeriële Orde van Militaire Verdienste
De Orde van Militaire Verdienste (Frans: "Ordre du Mérite militaire") werd op 22 maart 1957 ingesteld en was een van de achttien "ministeriële orden" van de Franse republiek en werd met 15 andere Franse orden op 1 januari 1963 vervangen door de Nationale Orde van Verdienste. Het was een Orde voor reserve-officieren. De Orde werd verleend voor vrijwillige verdiensten bij de reserve-strijdkrachten waarbij de instructeurs met name werden genoemd in het oprichtingsbesluit. De orde was alleen voor vredestijd bedoeld en mag niet worden verward met de beroemde in 1760 door Lodewijk XV ingestelde Orde van Militaire Verdienste die aan dappere en verdienstelijke protestantse officieren in het leger van de Franse koningen werd verleend.

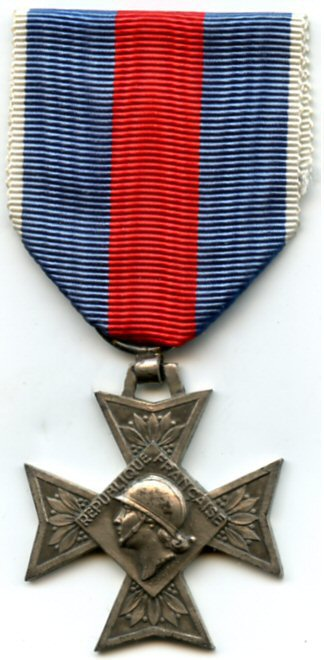
Ridder

In 1953 drong de Nationale Unie van Reserve-officieren bij het Minister van Defensie aan op het vervangen van het "Kruis voor Vrijwillige Militaire Dienst" (Frans:"Croix d’Argent des Services Militaires Volontaires") door een ridderorde. Dat gebeurde pas in 1957 en de orde verving in dat jaar het kruis. Het lint van het kruis werd door de Orde van Militaire Verdienste overgenomen.
De orde werd gebruikt om reserve-officieren en bij uitzondering ook andere officieren van de Franse strijdkrachten te decoreren.
De orde werd door een Raad die werd voorgezeten door de minister van Defensie beheerd.
In 1975 werd een nieuwe onderscheiding voor de reservisten ingesteld; de Medaille voor Vrijwillige Militaire Dienst in drie graden.

## De drie rangen van de orde
- Commandeur - De commandeur draagt een groot uitgevoerd gouden kleinood van de orde met een lauwerkrans als verhoging aan een lint om de hals.

- Officier - De officier draagt een gouden kleinood zonder lauwerkrans aan een lint met een rozet op de linkerborst.

- Ridder - De ridder draagt een zilveren kleinood zonder lauwerkrans aan een lint op de linkerborst.

## De versierselen van de orde
Het kleinood van de orde was een azuurblauw gouden of zilveren achtpuntig kruis. In het midden is een vierkant medaillon uitgespaard dat "Marianne" met een Franse militaire helm voorstelt. Om haar hoofd staat "REPUBLIQUE FRANCAISE" geschreven.
Het kruis van de commandeur is met een verhoging in de vorm van een gouden lauwerkrans aan het lint bevestigd. Tussen de armen zijn ook kleine taljes aangebracht die bij de ridder en officier ontbreken.
De officier droeg een gouden kruis zonder email. De Ridder mocht een zilveren kruis dragen.
Op de keerzijde staat in het medaillon "MÉRITE MILITAIRE".
Het lint was donkerblauw-rood-donkerblauw met witte bies.

De seculiere Franse Republiek kende tot 1957 geen ridderorden die de traditionele vorm van een kruis hebben. Desondanks werd bij de vormgeving van deze door Maurice Delannoy ontworpen decoratie voor een Maltezer kruis gekozen.
Zie ook: lijst van historische orden van Frankrijk.